# 蘭嶼木薑子
蘭嶼木薑子（学名：Litsea garciae）为樟科木薑子屬下的一个种。